# Arrondissement di Tarbes
L'arrondissement di Tarbes è una suddivisione amministrativa francese, situata nel dipartimento del Midi-Pirenei e nella regione degli Alti Pirenei.

## Composizione
L'arrondissement di Tarbes raggruppa 225 comuni in 19 cantoni
- cantone di Aureilhan
- cantone di Bordères-sur-l'Échez
- cantone di Castelnau-Magnoac
- cantone di Castelnau-Rivière-Basse
- cantone di Galan
- cantone di Laloubère
- cantone di Maubourguet
- cantone di Ossun
- cantone di Pouyastruc
- cantone di Rabastens-de-Bigorre
- cantone di Séméac
- cantoni di Tarbes, numerati da 1 a 5
- cantone di Tournay
- cantone di Trie-sur-Baïse
- cantone di Vic-en-Bigorre.